# Марович, Светозар
Све́тозар Ма́рович (черног. Светозар Маровић, Svetozar Marović; род. 31 марта 1955) — югославский и черногорский политический, государственный деятель, спикер Скупщины Черногории (1994-2001), президент и председатель Совета министров Государственного Союза Сербии и Черногории (2003-2006). 

## Биография

#### Ранние годы и образование
Родился 31 марта 1955 года в городе Котор (НР Черногория, ФНРЮ). Начальное и среднее образование получил в родном городе, высшее - на юридическом факультете университета Титограда (ныне - Подгорица). 

#### Ранняя политическая карьера
После получения высшего образования работал помощником юриста в Будве. Некоторое время возглавлял Социалистический союз молодёжи Будвы, позднее - Социалистический союз молодёжи Черногории. Имел конфликты со "старой гвардией" Союза коммунистов Черногории, в 1984 году опубликовал брошюру под названием "Остановите фальсификацию выборов". В 1986 году оставил управление Социалистическим союзом молодёжи Черногории, переехал из Титограда в Будву и в скором времени возглавил город. Смог восстановить город от тяжёлых последствий землетрясения 1979 года, в 1987 году запустил проект "Театральный город Будва".

#### От "Антибюрократической революции" до 2003 года
В конце 1980-х годов сблизился с Мило Джукановичем и Момиром Булатовичем. В 1989 году при поддержке Слободана Милошевича они совершили так называемую "Антибюрократическую революцию" и взяли власть в Союзе коммунистов Черногории в свои руки. С 1990 года - депутат Скупщины Черногории, один из основателей Демократической партии социалистов Черногории. Был сторонником участия Черногории в осаде Дубровника. В 1994-2001 годах - спикер Скупщины Черногории. В это время он переориентировался в политике со Слободана Милошевича на Джукановича, став, как и он, активным черногорским националистом. В 2001 году в своих мемуарах Булатович обвинил Маровича в соучастии в различных преступлениях на территории Черногории, в том числе контрабанде нефти и табака.

#### В 2003-2006 годах
При формировании Государственного Союза Сербии и Черногории в марте 2003 года был избран президентом Союза. Пост президента Сербии и Черногории совмещал с постом председателя Совета министров Сербии и Черногории. Фактически не контролировал положение дел ни в Сербии, ни в Черногории, так как Государственный Союз Сербии и Черногории был максимально конфедеративным.
10 сентября 2003 года в рамках визита в Хорватию публично извинился за военные преступления сербов и черногорцев на территории Хорватии. Президент Хорватии Степан Месич последовал его примеру и извинился перед гражданами Сербии и Черногории за военные преступления хорватов. 13 ноября 2003 года Марович посетил Боснию и Герцеговину и извинился за преступления сербов и черногорцев на территории Боснии и Герцеговины. Ответных извинений со стороны властей Боснии и Герцеговины не последовало. 
Помогал работе Гаагского трибунала, в 2005 году стал жертвой крупного скандала, связанного с военной техникой и её продажей. 
В ходе референдума о независимости Черногории 21 мая 2006 года агитировал за независимость Черногории и прекращение существования Государственного Союза Сербии и Черногории. После успеха референдума 1 июня 2006 года провёл последнее заседание Совета министров Сербии и Черногории, а 5 июня подал в отставку с постов президента и председателя Совета министров Сербии и Черногории.

#### После 2006 года
После создания независимой Черногории некоторое время участвовал в политике государства. В 2007 году был переизбран вице-председателем Демократической партии социалистов Черногории и участвовал в составлении Конституции Черногории. 
В сентябре 2016 года Марович был осуждён в Черногории к трём годам и девяти месяцам лишения свободы за злоупотребление служебным положением и коррупцию. Марович признал вину. Кроме того, Марович обязан был выплатить государству 1,1 млн евро ущерба и внести 100 тыс. евро на благотворительность. Исполнение наказания было отложено в связи с состоянием здоровья осуждённого. В мае 2017 года Национальное бюро Интерпола Черногории выдало ордер на арест Маровича, чтобы доставить его к месту отбывания наказания. Марович, однако, покинул Черногорию и обосновался в Сербии якобы для психиатрического лечения. Правительство Черногории несколько раз требовало выдачи Маровича, но Марович так и не был выдан. С 2020 года — в оппозиции к Джукановичу, которого обвиняет в коррупции, кумовстве, партократии и авторитаризме.

## Личная жизнь
Знает четыре языка, включая русский. Женат, двое детей.